# Baronía de la Joyosa-Guarda
La baronía de la Joyosa-Guarda es un título nobiliario español creado el 22 de julio de 1484 por el rey de Aragón Fernando el Católico a favor de Jaime Aragall, noble del Reino de Cerdeña.
Este título se creó con la denominación de "Barone di Gioiosa Guardia", siendo cambiado por "Barón de la Joyosa-Guarda" al ser rehabilitado en 1922 por el rey Alfonso XIII a favor de María del Patrocinio Crespí de Valldaura y Cavero, X condesa de Sobradiel.

## Barones de la Joyosa-Guarda
|                                           | Titular                                           | Periodo                                  |
| Creación por Fernando II de Aragón        | Creación por Fernando II de Aragón                | Creación por Fernando II de Aragón       |
| Denominados "Barones de Gioiosa Guardia"  | Denominados "Barones de Gioiosa Guardia"          | Denominados "Barones de Gioiosa Guardia" |
| ----------------------------------------- | ------------------------------------------------- | ---------------------------------------- |
| I                                         | Jaime Aragall                                     | 1484-1504                                |
| II                                        | Felipe Aragall                                    | 1504-1510                                |
| III                                       | Antonia Aragall y Aragall                         | 1510-1523                                |
| IV                                        | Juan Bellit y Cariga                              | 1523-1579                                |
| V                                         | Luis Bellit y Gualbes                             | 1479-1636                                |
| .                                         | .                                                 |                                          |
| VIII                                      | María Luisa Brondo                                | ? -1730                                  |
| .                                         | .                                                 |                                          |
| .                                         | Joaquín Crespí de Valldaura y Carvajal            |                                          |
| .                                         | .                                                 |                                          |
| Rehabilitado por Alfonso XIII             |                                                   |                                          |
| Denominados "Barones de la Joyosa-Guarda" |                                                   |                                          |
| I                                         | María del Patrocinio Crespí de Valldaura y Cavero | 1922-                                    |
| II                                        | Gonzalo Crespi de Valldaura y Bosch-Labrús        |                                          |
| III                                       | Josefa Crespi de Valldaura y Cardenal             | 1982-actual titular                      |

## Historia de los barones de la Joyosa-Guardia
- Jaime Aragall (1440-1504), "I barón de la Joyosa-Guardia" (con la denominación I de barón de Gioiosa Guarda). Le sucedió su hijo:

- Felipe Aragall (f. en 1510), II barón de Gioiosa Guardia. Le sucedió su hermana:

- Antonia Aragall y Aragall (f. en 1523), III baronesa de Gioiosa Guardia. Le sucedió su bisnieto:

- Juan Bellit y Cariga (f. en 1597), IV barón de Gioiosa Guardia. Le sucedió un nieto de la tercera baronesa:

- Luis Bellit y Gualbes (1550-1636). V barón de Gioiosa Guardia.

- María Luisa Brondo (f. en 1730), VIII baronesa de Gioiosa Guardia, IV condesa de Serramagna, IV marquesa de Villasidro, VI condesa de Castrillo, IV marquesa de las Palmas, (sin retirar las Cartas de sucesión).

1. Casó con José Salvador Crespí de Valldaura y Ferrer, II conde de Sumacárcer, IX barón de Callosa, señor de la baronía de Hornaza.

-Fueron sus hijos:
1. José Crespi de Valldaura y Brondo, III conde de Sumacárcer, V marqués de Villasidro, V marqués de las Palmas. Sin descendientes. Le sucedió su hermano:
2. Cristóbal Crespí de Valldaura y Brondo (1671-1766), IV conde de Sumacárcer, V conde de Serramagna, VI marqués de Villasidro, VI marqués de las Palmas, VII conde de Castrillo, X barón de Callosa.
  1. Casó con Josefa Hurtado de Mendoza y Trelles, X condesa de Orgaz.

Fueron sus hijos:
1. José Crespí de Valldaura y Hurtado de Mendoza, V conde de Sumacárcer, XI conde de Orgaz, VI conde de Serramagna, VII marqués de Villasidro, VII marqués de las Palmas, VIII conde de Castrillo. Sin descendientes. Le sucedió su hermano Cristóbal.
2. Cristóbal Crespí de Valldaura y Hurtado de Mendoza (n. en 1706), VI conde de Sumacárcer, VII conde de Serramagna, IX conde de Castrillo, XII conde de Orgaz, VIII marqués de Villasidro, conde de Peñarroja, conde de Santa Olalla, XI barón de Callosa.
  1. Casó con María de la Portería Lesquina y Gasca, V marquesa de la Vega de Boecillo, vizcondesa de la Laguna. Le sucedió su hijo:

- Joaquín Crespí de Valldaura y Lesquina (1768-1814), VII conde de Sumacárcer, VIII conde de Serramagna, IX marqués de Villasidro, XIII conde de Orgaz, X conde de Castrillo, VI marqués de la Vega de Boecillo, VIII marqués de las Palmas, marqués de Musey, vizconde de Toyara, XII barón de Callosa.

1. Casó con Francisca Carvajal Alencáster y Gonzaga Caracciolo.

-Fueron sus hijos:
1. Esteban Crespí de Valldaura y Carvajal, VIII conde de Sumacárcer, XI conde de Castrillo y VII marqués de la Vega de Boecillo. Le sucedió su hermano Joaquín.
2. Joaquín Crespi de Valldaura y Carvajal (1795-1857), barón de Gioiosa Guardia, IX conde de Sumacárcer, XII conde de Castrillo, XIV conde de Orgaz, VIII marqués de la Vega de Boecillo, IX marqués de las Palmas, marqués de Musey, V marqués de la Vega de Boecillo, vizconde de Toyara, XIII barón de Callosa y vizconde de la Laguna.
  1. Casó con Margarita Caro y Salas, hija del III marques de la Romana. Le sucedió su hijo:

-Agustín Crespi de Valldaura y Caro, X conde de Sumacárcer, XIII conde de Castrillo, XV conde de Orgaz, IX marqués de la Vega de Boecillo y X marqués de las Palmas.
1. Casó con Margarita de Fortuny y Veri. Le sucedió su hijo:

-Esteban Crespí de Valldaura y Fortuny (1866-1920/1), XI conde de Sumacárcer, XIV conde de Castrillo, XVI conde de Orgaz.
1. Casó con María del Pilar Cavero y Alcibar- Jáuregui,  IX condesa de Sobradiel, baronesa de Castellví de Rosanes, dama de la reina Victoria Eugenia de Battenberg.

Fueron sus hijos:
1. Agustín Crespí de Valldaura y Cavero (n. en 1897), XVII conde de Castrillo, XVII conde de Orgaz, XII conde de Sumacárcer (sin descendientes). Le sucedió su hermano Esteban.
2. Esteban Crespí de Valldaura y Cavero (1899-1959), X marqués de Villasidro, XVI conde de Castrillo, XVIII conde de Orgaz, XIII conde de Sumacárcer, barón de Castellví que casó con María Josefa Bosch-Labrús y López-Guijarro.
3. Joaquín Crespí de Valldaura y Cavero (n. en 1901), XI marqués de las Palmas, barón de Letosa.
4. María del Patrocinio Crespí de Valldaura y Cavero (n. en 1923),  I baronesa de la Joyosa-Guarda, que sigue.

Rehabilitación en 1922 por:
- María del Patrocinio Crespí de Valldaura y Cavero (n. en 1923), I baronesa de la Joyosa-Guarda, X condesa de Sobradiel que casó con Manuel Cavero y Goicoenrrotea V duque de Bailén, IV marqués de Portugalete. Sin descendientes. Le sucedió un hijo de su hermano Esteban Crespí de Valldaura y Cavero, XIII conde de Sumacárcer, X marqués de Villasidro, XVII conde de Castrillo, XVIII conde de Orgaz, barón de Castellví que casó con María Josefa Bosch-Labrús y López-Guijarro, por tanto su sobrino:

- Gonzalo Crespí de Valldaura y Bosch-Labrús (n. en 1936), II barón de la Joyosa-Guarda, XIV conde de Sumacárcer, XI conde de Serramagna, XI marqués de Villasidro, XVII conde de Castrillo, XIX conde de Orgaz, XII marqués de Vega de Boecillo y XVI barón de Callosa.

1. Casó con María Eugenia Cardenal y de Caralt. Le sucedió su hija:

- María Josefa Crespí de Valldaura y Cardenal (n. en 1966), III baronesa de la Joyosa-Guarda.